# Касахи Марзик
«Касахи Марзик» (арм. Քասաղի Մարզիկ Մարզադաշտ) — футбольный стадион в Аштараке, Армения. Использовалась как домашняя арена клубом «Эребуни».
Стадион был построен в 1971 году и вмещает 3600 зрителей. В 2012 году городским советом Аштарака была проведена реконструкция стадиона и его управляющим назначен Армен Матевосян. В ближайшем будущем в планах дирекции оснастить все трибуны креслами, в результате чего вместимость стадиона сократится до 2000 зрителей.